# Севастьяне
Севастьяне — упразднённая в 2016 году деревня деревня в Арбажском районе Кировской области.

## География
Деревня находится в юго-западной части области, в зоне хвойно-широколиственных лесов, на левом берегу реки Криуши, к востоку от автодороги Р176, на расстоянии приблизительно примерно 21 километр по прямой на север-северо-восток от районного центра поселка Арбаж.

### Климат
Климат характеризуется как умеренно континентальный, с умеренно холодной снежной зимой и тёплым летом. Среднегодовая температура — 2 °C. Абсолютный минимум температуры воздуха самого холодного месяца (января) составляет −47 °C; абсолютный максимум самого тёплого месяца (июля) — 40 °C. Годовое количество атмосферных осадков — 527 мм, из которых 354 мм выпадает в период с апреля по октябрь.

## История
Известна была с 1873 года как деревня Расчистная за речкой Кокшагой (Севастьяновская, Долгополовская и Тузлуковская), в которой учтено было дворов 20 и жителей 144, в 1905 (починок Севастьяновский) 16 и 91, в 1926 (уже деревня Севастьяны) 21 и 112, в 1950 21 и 57, в 1989 было учтено 12 постоянных жителей. До января 2021 года входила в состав Сорвижского сельского поселения до его упразднения.

## Население
Постоянное население составляло 5 человек (русские 100 %) в 2002 году, 0 в 2010.